# دهستان بهرمان
بهرمان نام [شهری] در بخش نوق شهرستان رفسنجان، استان کرمان در ایران است، این شهر در 65 کیلومتری شهرستان رفسنجان واقع شده است. براساس سرشماری مرکز آمار ایران در سال ۱۳۸۵، جمعیت آن ۶۹۵۶ نفر (۱۷۳۱ خانوار) بوده‌است. بهرمان تا قبل از سال 1382 به عنوان روستا شناخته می‌شده.

## جاذبه های گرشگری
امام زاده ابراهیم(ع) از جمله مکان های دیدنی و مذهبی شهر بهرمان می باشد. حمام سنتی آقا، پارک لاله از دیگر مکان های گردشگری  این شهر می باشند، دریاچه شورآرتمیا نیز در چند کیلومتری شهر بهرمان واقع گردیده. همچنین بهرمان زادگاه ""آیت الله هاشمی رفسنجانی"" می باشد و خانه‌ی پدری وی یکی از مکان های تاریخی و دیدنی شهر بهرمان محسوب می‌شود.

## حوزه های تحصیلی و مراکز آمورشی
دانشگاه آزاد اسلامی شهر بهرمان از مراکز تحصیلی این شهر می باشد که در چند رشته محدود دانشجو می پذیرد، دبستان حضرت رقیه( اول تا سوم دبستان)، دبستان حضرت خدیجه(چهارم تا ششم دبستان) دو دبستان دخترانه‌ی شهر بهرمان هستند، مدرسه مرحوم عطایی و شهید علی قطب الدینی نیز دبستان های پسرانه‌ی بهرمان می‌باشند.